# Друга влада Ивана Шубашића
Друга влада Ивана Шубашића је била влада Краљевине Југославије у егзилу од 29. јануара до 7. марта 1945.

## Историјат
На састанку Черчела, Рузвелта и Стаљина у Јалти на Криму /"Кримска конференција"/, од 4. до 11. фебруара 1945. прихваћена је Краљева идеја о Авноју: Авној је имао а да буде проширен, „увођењем у њега оних чланова последњег југословенског Парламента /Скупштине/, који се нису компромитовали сарадњом са непријатељем“, а сви његови законодавни акти имали су да буду поднесени Уставотворној скупштини на одобрење. Препоручено је образовање нове Владе на бази Споразума Тито-Шубашић.
Међутим у питању Намесништва Краљ је претрпео пораз. Шубашићева Влада отпутовала је 15. фебруара у Београду, са тим проблемом нерешеним. Спор око личности тројице намесника провлачио се кроз цео фебруар. Краљ није могао да продре ни са једним од својих кандидата (ђенерал Симовић, Јурај Шутеј и Милан Грол). Морао је 2. марта да прими Титове Др Срђан Будисављевић, Др Анте Мандић и Др Душан Сернец.
Нова Влада Тито-Шубашић образована је у Београду 7. марта 1945. У њој су били и Шубашић, Шутеј и Грол.

## Чланови владе
| Функција                                                                                                   | Слика | Име и презиме       | Детаљи |
| --- | ----- | ------------------- | ------ |
| Председник Министарског савета, Министар иностраних послова и Министар војске, ваздухопловства и морнарице |       | Иван Шубашић        |        |
| Министар саобраћаја, Министар правде и Министар просвете                                                   |       | Драго Марушич       |        |
| Министар унутрашњих послова, Министар социјалне политике и народног здравља и Министар грађевина           |       | Сава Косановић      |        |
| Министар финансија, Министар трговине и индустрије и Министар пошта, телеграфа и телефона                  |       | Јурај Шутеј         |        |
| Министар пољопривреде, Министар снабдевања и исхране и Министар шума и рудника                             |       | Сретен Вукосављевић |        |